# 八重干瀬
座標: 北緯25度00分 東経125度16分 / 北緯25.000度 東経125.267度

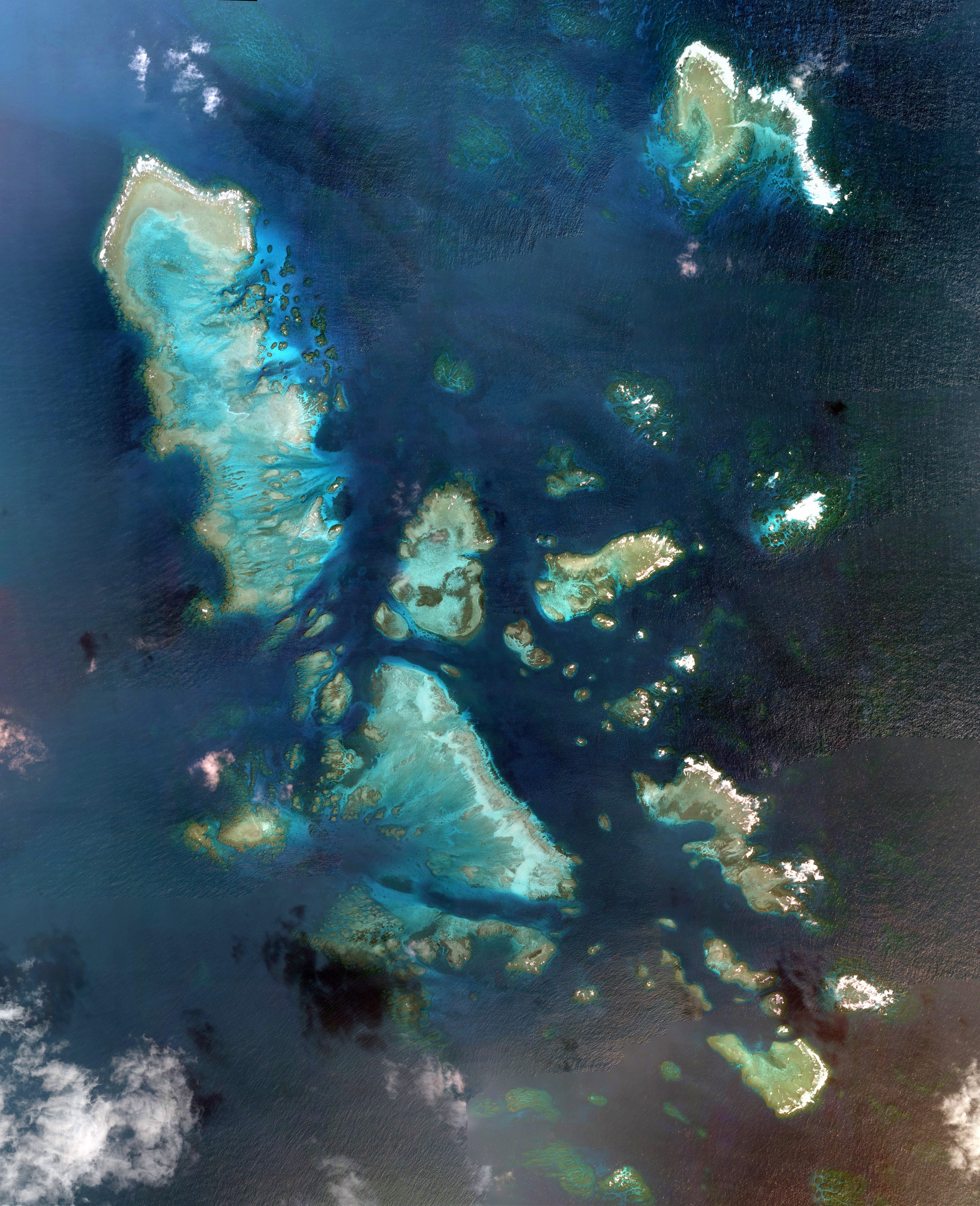
八重干瀬の空中写真。
2008年撮影の26枚を合成作成。
。

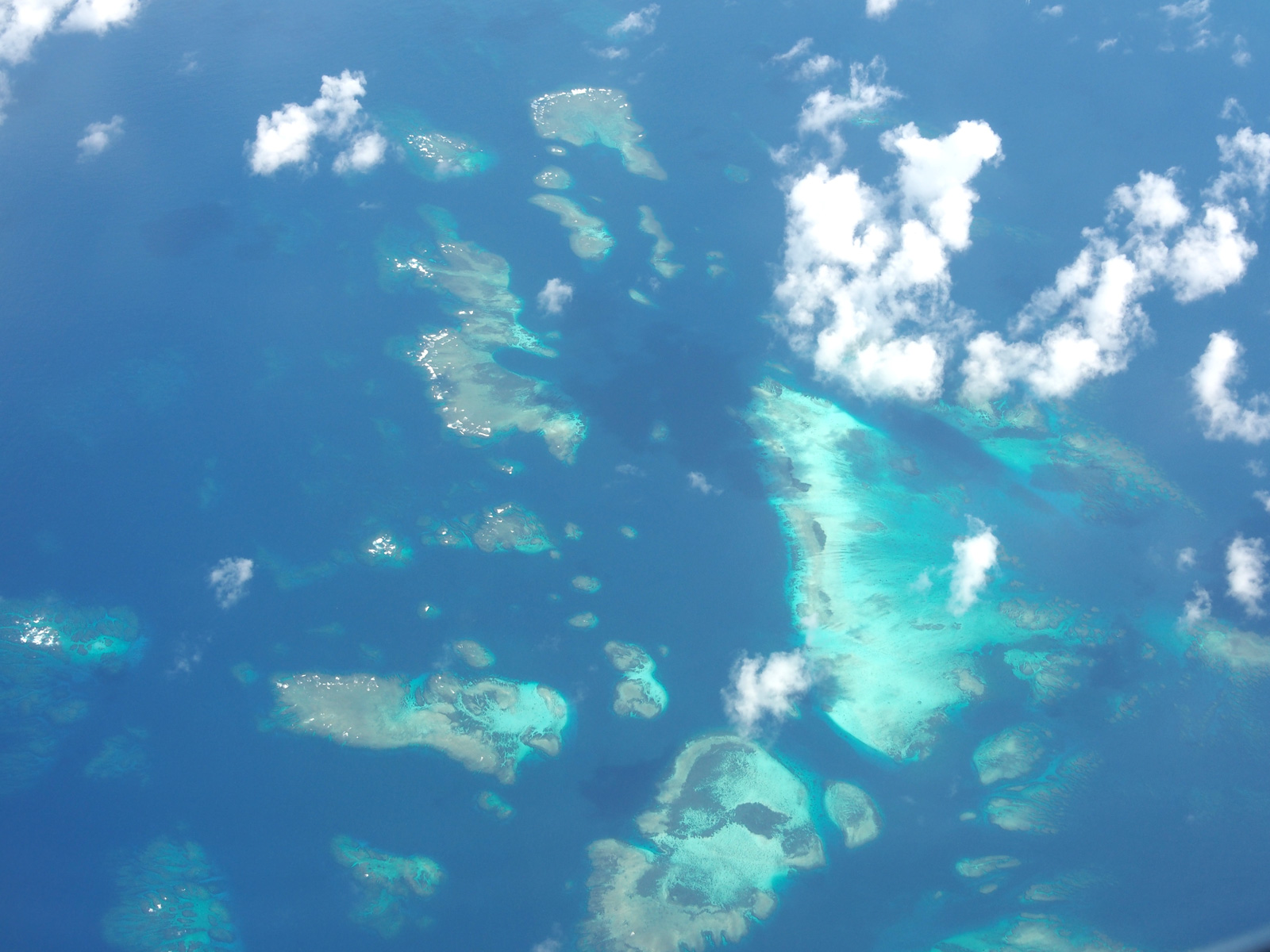
八重干瀬（北側上空から）

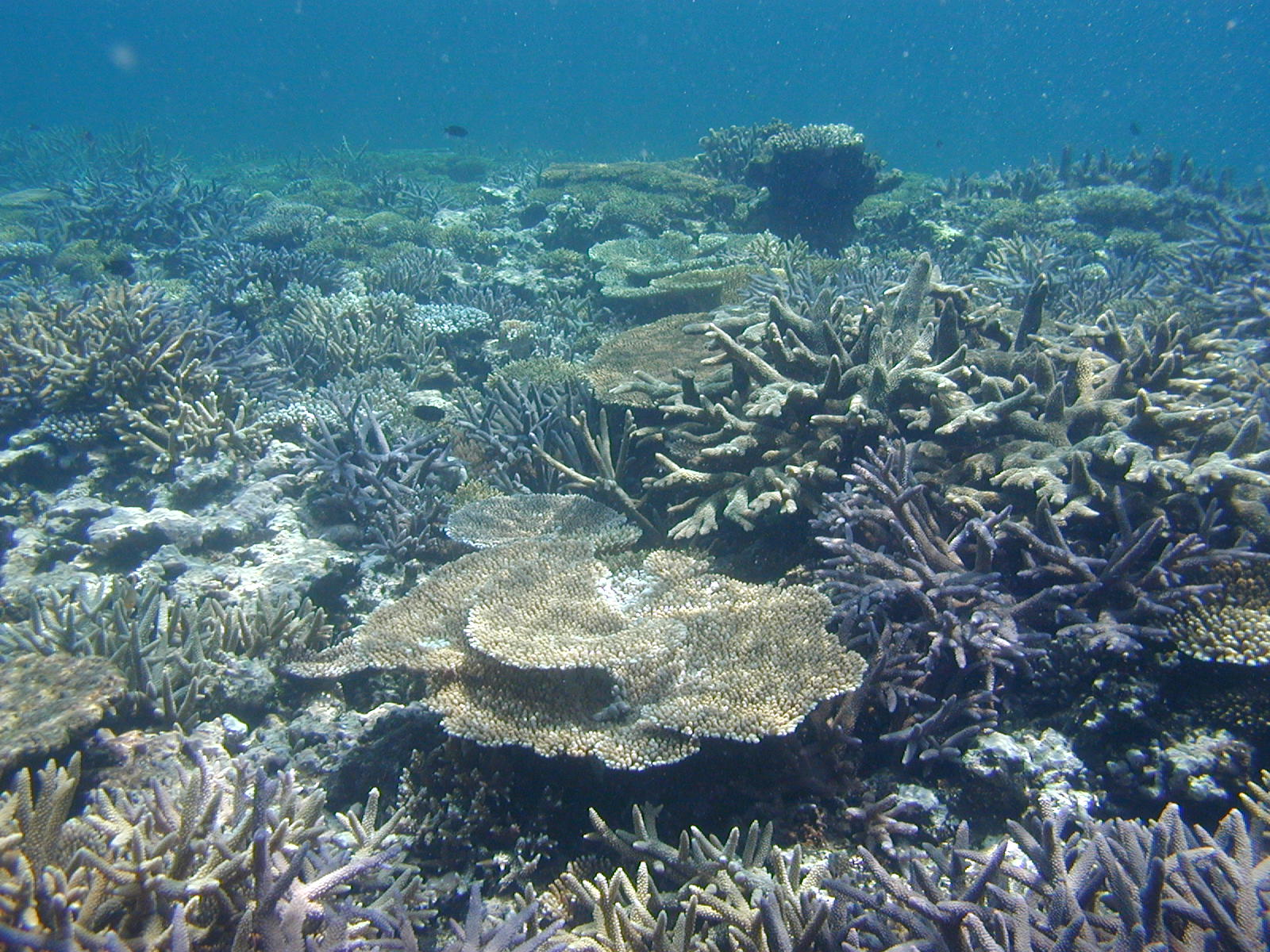
八重干瀬のサンゴ礁

八重干瀬（やびじ）は、沖縄県宮古列島の池間島の北側に広がる日本最大の卓状サンゴ礁群である。国の名勝及び天然記念物に指定されている。

## 地理
宮古島北方にある池間島の北約5 - 22kmに位置し、南北約17km、東西約6.5kmにわたって広がっている。8つの大規模なサンゴ礁（主ビシ、大ビシ）を中心に、小規模なサンゴ礁（属ビシ）が集まって形成されており、サンゴ礁の総数は100以上にのぼる。主ビシは最大の「ドゥ」を中心して南北に延び、これに並行して2-3列の卓礁、浅瀬、暗礁が延びている。この方向は、宮古島の地質構造の方向と整合していることから、八重干瀬の下部には宮古島と同様の地質が存在すると推定されており、最終氷期には陸地であった可能性が高いと考えられている。
八重干瀬の面積は、宮古島の面積（158.70km2）の約10分の1に及び、海面上に出ることのない暗礁や礁斜面まで加えると約3分の1にも達するといわれる。
普段は海面下にあるが、大潮の干潮時には一部が海面上に干出することがある。特に、春から夏のかけての干満差の大きな時期には島のように広く海面上に現れる礁がいくつかあるため、「幻の大陸」とも呼ばれる。干満差が一年で最大となる旧暦3月3日には、伝統的にサニツ（浜下り）と呼ばれる厄払いの行事が行われており、かつては観光上陸のイベントも行われていた（#アクセス参照）。
八重干瀬は、サンゴの群生地であるため好漁場であり、1350年頃には既に漁業が営まれていたとされる。また、スクーバダイビング、シュノーケリングやレジャーフィッシングのスポットともなっている。

## 文化財
2013年（平成25年）3月27日に、「宮古島に固有の生活文化との繋がりの下に親しまれてきた優秀な海浜の風致景観」であり「我が国最大の卓状のサンゴ礁群としても重要」として、名勝及び天然記念物に指定された。2014年（平成26年）にはフデ岩とその周辺海域が追加指定されている。
また、2001年（平成13年）12月には環境省による日本の重要湿地500に、2016年（平成28年）4月にはこれを更新した生物多様性の観点から重要度の高い湿地にそれぞれ選定されている。

## 地形図
国土地理院は平良市（現宮古島市）からの要望を受け、1999年（平成11年）12月1日に「八重干瀬」の2万5千分1地形図を発行した。これは、通常の地形図2枚分のA1サイズで、最大干潮時に海面上に現れるサンゴ礁と海面下のサンゴ礁とを初めて色分けして記載したものであった。この地形図は、全国初の陸地のない干潟だけの地形図ともされるが、一方で、陸域との関係を明示するために池間島等が含まれているともされる。
その後、2008年（平成20年）8月1日に、「八重干瀬」の地形図を再編集して2万5千分1地形図「フデ岩」が発行されている。また、5万分の1地形図「宮古島北部」にも八重干瀬が掲載されている。

## 名称
八重干瀬の「干瀬」は、島の周辺に広がるサンゴ礁のことである。八重干瀬という名称の由来には諸説があり、8つの干瀬からなるからとも、干瀬が幾重にも重なっているからとも言われる。
八重干瀬は、「やえびし」のほか、宮古島北部の島尻では「やびじ」、狩俣では「やぴし」などと様々に呼ばれてきた。1999年（平成11年）の地形図発行にあたって国土地理院から呼称の統一を求められた平良市は、八重干瀬の呼称を、八重干瀬に最も近い池間島での呼び方で、市の行事でも従来用いられてきた「やびじ」とすることを決定している。
八重干瀬を構成する礁のほとんどには、人体の各部分（例えば、頭を意味する「カナマラ」、胴を意味する「ドゥ」、胃を意味する「イフ」）、動物（例えば、ブダイを意味する「イラウツ」、ノミを意味する「フガウサ」）等の現地名が付いており、その数は約130に達する。

## 歴史
1697年の『元禄国絵図』には、すでに八重干瀬がかなり精確に描かれており、「八重干瀬」の名称やその範囲が東西一里半、南北五里である旨の説明も記されている。
1797年には、ウィリアム・ロバート・ブロートンが船長を務め東アジアを調査中であったイギリス海軍のプロビデンス号が、八重干瀬の北西端のサンゴ礁に乗り上げ、船底から浸水して沈没した。この後、八重干瀬は海図にプロビデンス礁（Providence Reef）として記載されるようになった。2008年に沖縄県立埋蔵文化財センターによって行われた潜水調査では、プロビデンス号と推定される外国船の残骸や、積荷や船員の所持物と考えられる鉄のインゴット、中国産陶磁器、ヨーロッパ産陶器、ガラス瓶、ガラスビーズが発見されている。

## アクセス
民間業者によってシュノーケリングやダイビングのツアーが催行されている。また、4-8月にははやてが保有するクルーズ船「モンブラン」によるツアーが、大潮に合わせて月2回程度行われている（ただし、八重干瀬への上陸は不可）。
1983年（昭和58年）から2014年（平成26年）までは、サニツ（旧暦3月3日）前後の数日間、八重干瀬まつりとして宮古フェリー及びはやてが保有するフェリーによる八重干瀬上陸ツアーが行われ、毎年2,000-3,000人が八重干瀬に上陸していた。このような観光上陸に対しては生態系の荒廃を招くとの批判もあり、サンゴ礁ガイドの試験導入やガイドライン策定の取り組みなどの対策が行われていた。しかし、2015年（平成27年）の伊良部大橋開通に伴い両社の平良港 - 佐良浜港間の定期航路が廃止されフェリーが売却されたため、2014年（平成26年）のツアーが最後となった。

八重干瀬のサンゴ礁と魚介類
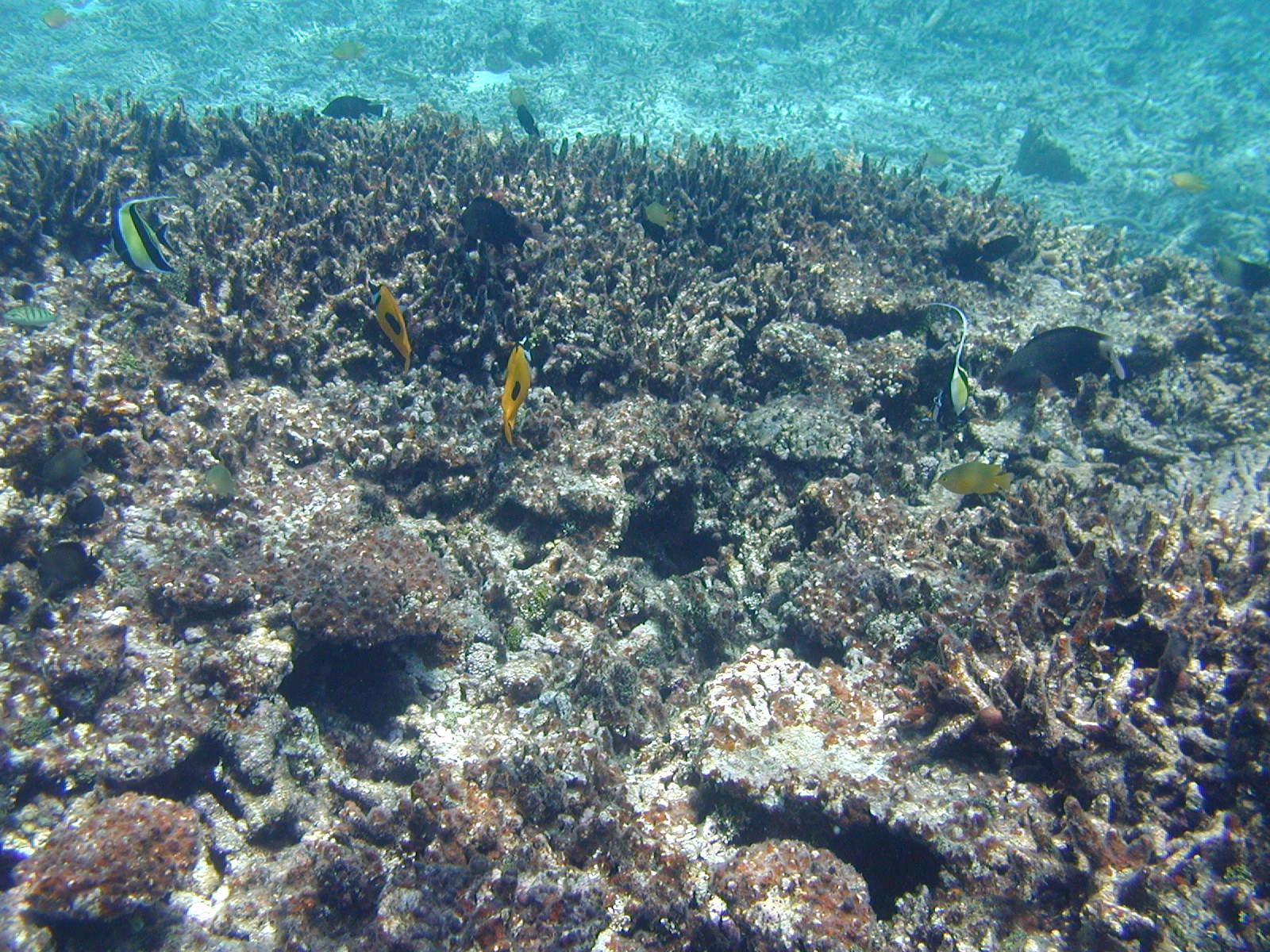
サンゴ礁
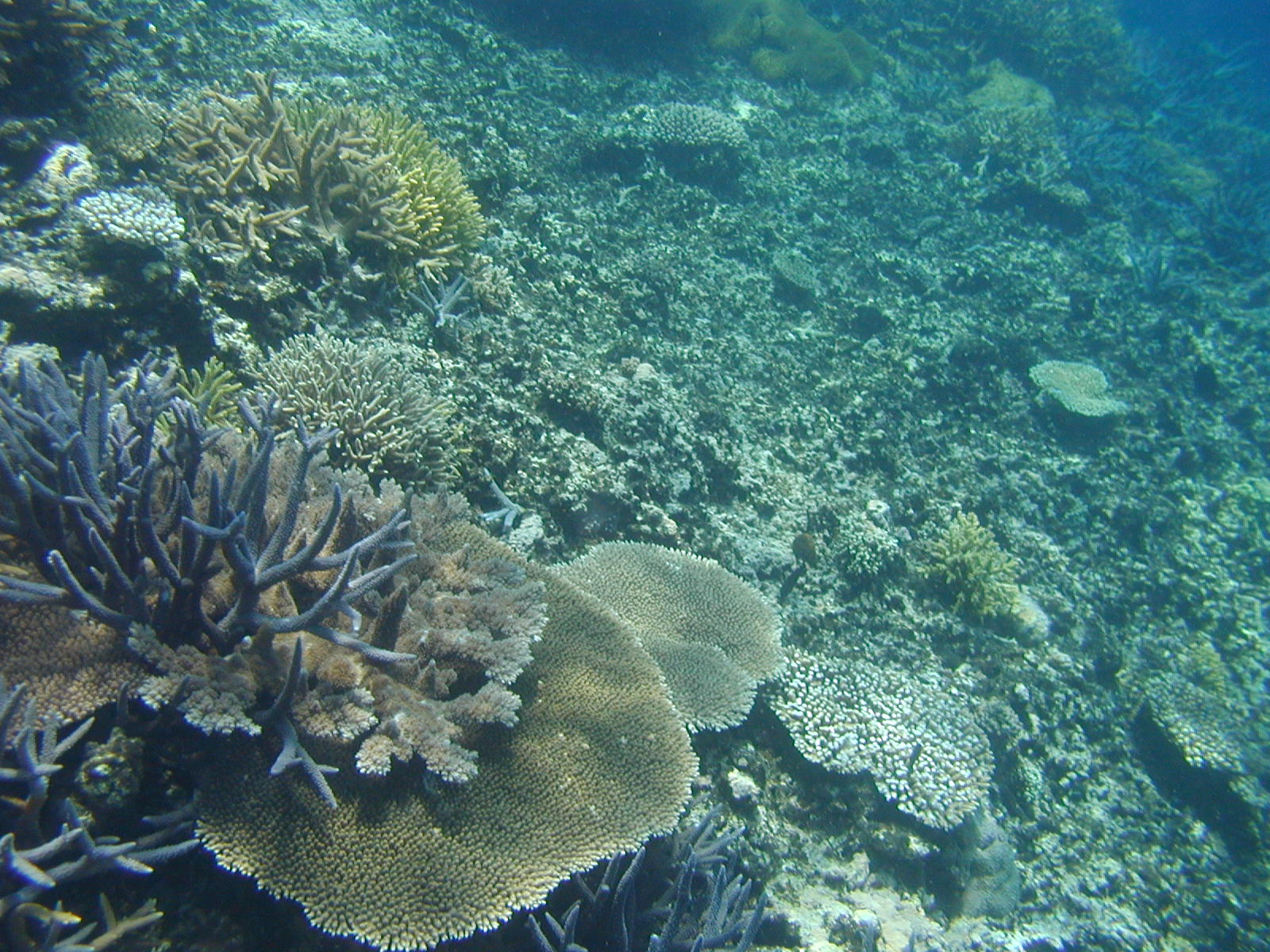
サンゴ礁
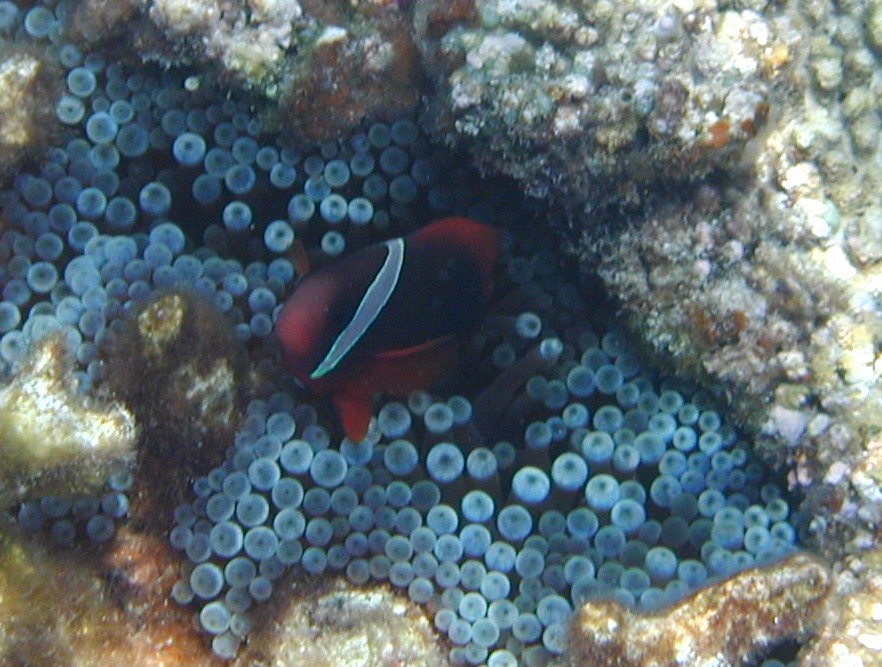
ハマクマノミ
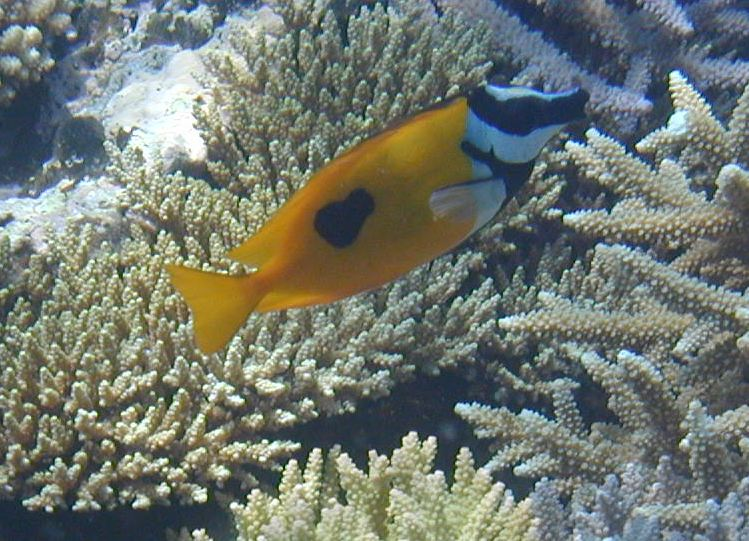
ヒフキアイゴ
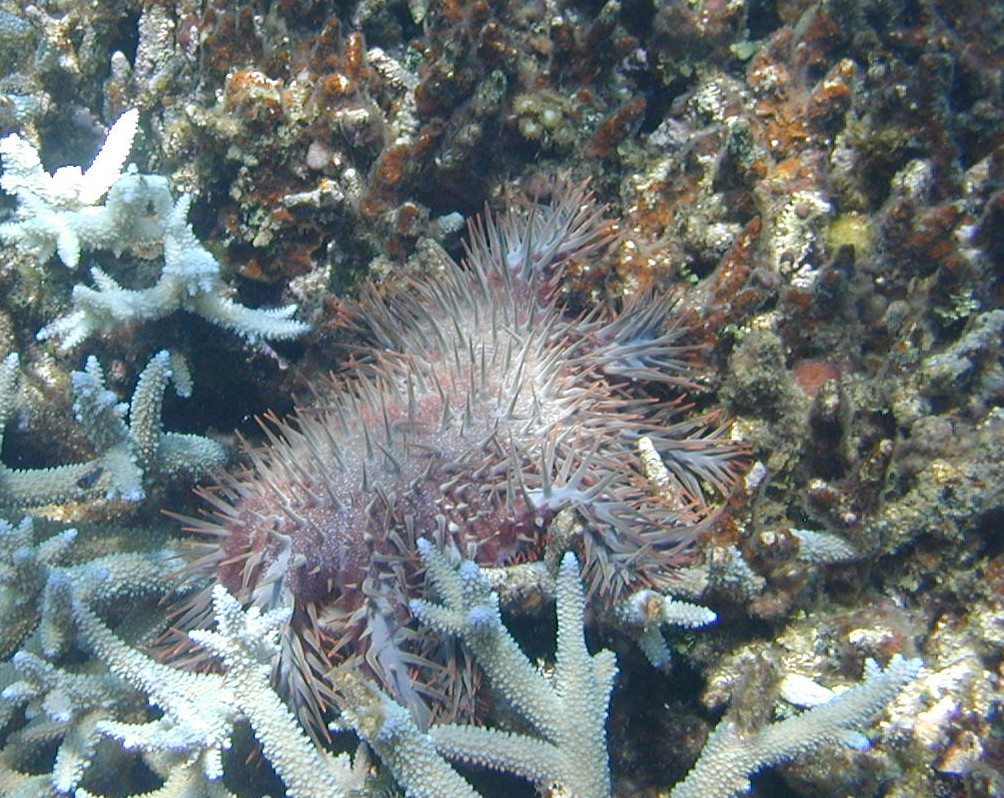
オニヒトデ